# Karan Soni

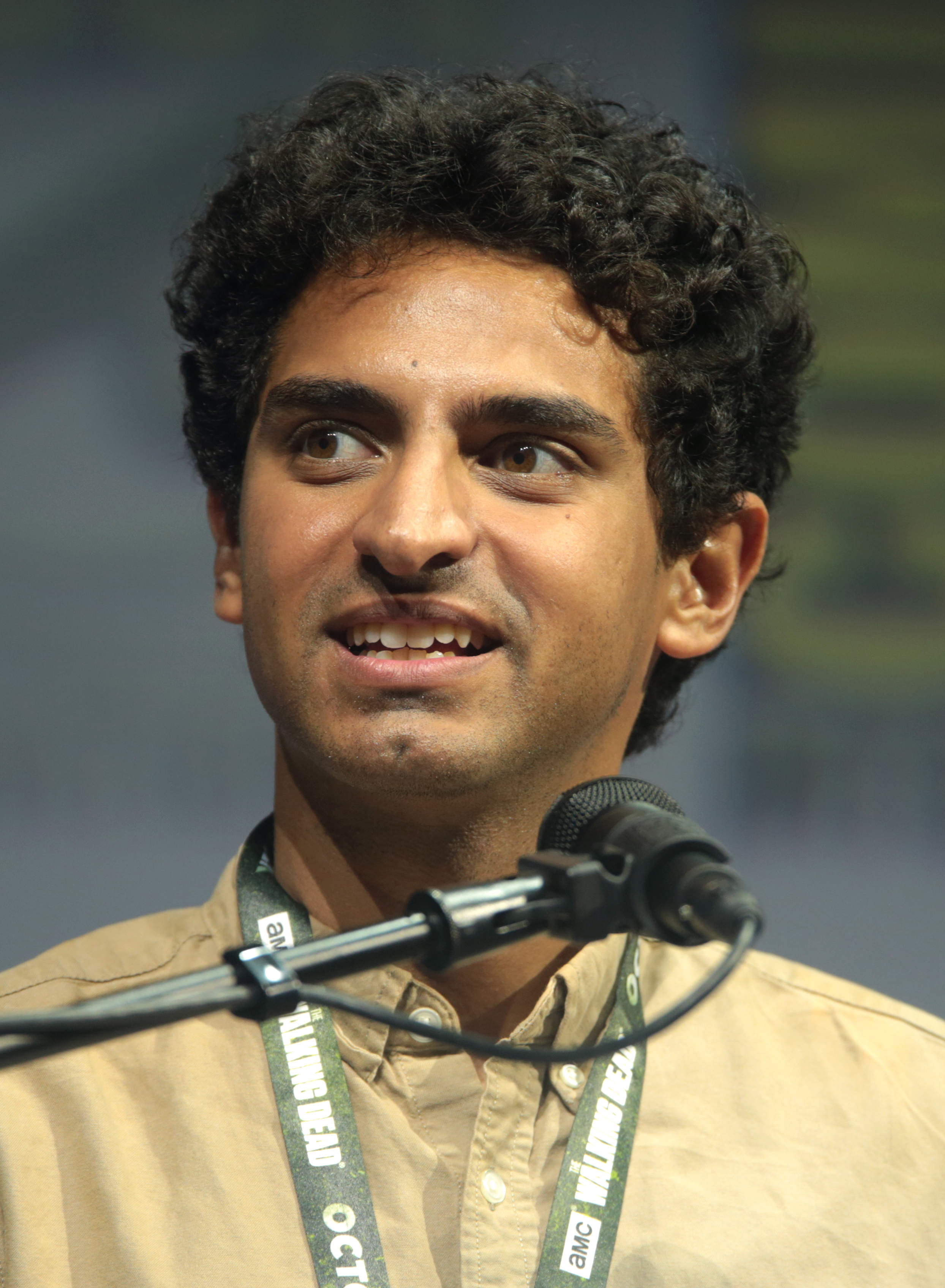
Karan Soni (2018)

Karan Soni (* 8. Januar 1989 in Neu-Delhi) ist ein US-amerikanischer Schauspieler indischer Abstammung, der vor allem durch die Rolle des Taxifahrers Dopinder in den Deadpool-Filmen bekannt geworden ist und sich hauptsächlich durch Comedy-Rollen etabliert hat.

## Werdegang
Karan Soni stammt aus Neu-Delhi, wo er eine Internationale Schule besuchte. Nach dem Abschluss zog er in die Vereinigten Staaten und nahm zunächst ein Studium im Bereich der Wirtschaft an der University of Southern California auf. Von seinen Professoren ermutigt, sprach er bald bei Castings für Fernsehproduktionen vor und fand kurz darauf einen Agenten. Er ist seit 2010 als Schauspieler aktiv. Zunächst übernahm er vor allem Gastrollen in Serien wie Touch, Are You There, Chelsea?, The Middle oder The Neighbors. 2013 wurde er in einer wiederkehrenden Rolle als Nash in der Serie Betas besetzt, welche allerdings nach nur einer Staffel wieder eingestellt wurde.
Weitere Serienauftritte verbuchte Soni etwa mit Melissa & Joey, Die Goldbergs, 100 Dinge bis zur Highschool, The Grinder – Immer im Recht oder Silicon Valley. 2015 war er in der Serie Other Space wiederkehrend als Capt. Stewart Lipinski zu sehen. Im selben Jahr übernahm er auch die Rolle des Martin, den er bis 2016 in Blunt Talk spielte. Seit 2019 spielt er eine der Hauptrollen in der Serie Miracle Workers.
Seine Filmauftritte beschränken sich größtenteils auf Komödien bzw. komödiantische Rollen. Größere, auch internationale Bekanntheit konnte er so durch die Rolle des Taxifahrers Dopinder aus dem Film Deadpool gewinnen. Weitere Filmauftritte verbuchte Soni etwa mit Office Christmas Party, Ghostbusters oder Girls’ Night Out aus dem Jahr 2017. Soni war bislang in mehr als 70 Film- und Fernsehproduktionen zu sehen.

## Filmografie (Auswahl)
- 2010: Kaka Nirvana (Kurzfilm)
- 2011: Worst.Prom.Ever. (Fernsehfilm)
- 2011: The Protector (Fernsehserie, Episode 1x13)
- 2012: Are You There, Chelsea? (Fernsehserie, Episode 1x02)
- 2012: Journey of Love – Das wahre Abenteuer ist die Liebe (Safety Not Guaranteed)
- 2012: Touch (Fernsehserie, Episode 1x02)
- 2012: 1600 Penn (Fernsehserie, Episode 1x01)
- 2012–2013: The Neighbors (Fernsehserie, zwei Episoden)
- 2012–2013: Geo’s Pizza (Fernsehserie, acht Episoden)
- 2013: The Middle (Fernsehserie, Episode 4x11)
- 2013: Aim High (Fernsehserie, Episode 2x02)
- 2013–2014: Betas (Fernsehserie, elf Episoden)
- 2014: Real Life (Fernsehserie, Episode 1x01)
- 2014: Supremacy
- 2015: Melissa & Joey (Fernsehserie, Episode 4x06)
- 2015: Other Space (Fernsehserie, acht Episoden)
- 2015: Gänsehaut (Goosebumps)
- 2015: 100 Dinge bis zur Highschool (100 Things to Do Before High School, Fernsehserie, Episode 1x13)
- 2015–2017: Die Goldbergs (The Goldbergs, Fernsehserie, sechs Episoden)
- 2015–2016: Blunt Talk (Fernsehserie, 19 Episoden)
- 2016: Deadpool
- 2016: The Grinder – Immer im Recht (Fernsehserie, Episode 1x16)
- 2016: The Sweet Life
- 2016: Mono
- 2016: Ghostbusters (Ghostbusters: Answer the Call)
- 2016: Office Christmas Party
- 2017: I Live with Models (Fernsehserie, fünf Episoden)
- 2017: Girls’ Night Out (Rough Night)
- 2017: Silicon Valley (Fernsehserie, Episode 4x09)
- 2017: And Then There Was Eve
- 2017: Creep 2
- 2018: Miracle Workers (Fernsehserie, sieben Episoden)
- 2018: Little Bitches
- 2018: Deadpool 2
- 2018: Wrecked – Voll abgestürzt! (Wrecked, Fernsehserie, zwei Episoden)
- 2019: Corporate Animals
- 2019: Pokémon: Meisterdetektiv Pikachu (Pokémon: Detective Pikachu)
- 2019: Always Be My Maybe
- 2019: Brooklyn Nine-Nine (Fernsehserie, Episode 6x07)
- 2019–2023: Miracle Workers
- 2020: Lady Business (Like a Boss)
- 2020: Trolls World Tour (Stimme)
- 2020: Superintelligence
- 2020: Big Mouth (Fernsehserie, Episode 4x07, Stimme)
- 2021: Ein besonderes Leben (Special, Fernsehserie, drei Episoden)
- 2022: Not Okay
- 2022: The People We Hate at the Wedding
- 2023: Spider-Man: Across the Spider-Verse
- 2024: A Nice Indian Boy
- 2024: Deadpool & Wolverine
- 2024: Abbott Elementary (Fernsehserie, drei Episoden)